# Mahabako
Mahabako è una città e comune del Madagascar situata nel distretto di Manakara, regione di Vatovavy-Fitovinany. 
La popolazione del comune rilevata nel censimento 2001 era pari a 10 104 unità.